# Hongarije op het Eurovisiesongfestival 1998
Hongarije nam deel aan het Eurovisiesongfestival 1998 in Birmingham, Verenigd Koninkrijk. Het was de 4de deelname van het land op het Eurovisiesongfestival. MTV was verantwoordelijk voor de Hongaarse bijdrage voor de editie van 1998.
Het zou de laatste deelname van het land zijn tot hun tijdelijke terugkeer in 2005.

## Selectieprocedure
In tegenstelling tot de vorige jaren, werd er deze keer geopteerd om een interne selectie te houden.
Uiteindelijk koos men voor de zangeres Charlie met het lied A holnap már nem lesz szomorú.

## In Birmingham
In het Verenigd Koninkrijk moest Hongarije optreden als 11de van 25 deelnemers, na Malta en voor Slovenië.
Op het einde van de puntentelling bleken ze een 23ste plaats te hebben bereikt, met een totaal van 4 punten.
België en Nederland hadden geen punten over voor deze inzending.

### Gekregen punten

#### Finale
| 12 punten | 10 punten | 8 punten | 7 punten    | 6 punten               |
| --------- | --------- | -------- | ----------- | ---------------------- |
|           |           |          |             |                        |
| 5 punten  | 4 punten  | 3 punten | 2 punten    | 1 punt                 |
|           |           |          | - Noorwegen | - Frankrijk - Roemenië |

### Punten gegeven door Hongarije

#### Finale
Punten gegeven in de finale:
| 12 punten | Nederland           |
| 10 punten | Verenigd Koninkrijk |
| 8 punten  | Zweden              |
| 7 punten  | Malta               |
| 6 punten  | Ierland             |
| 5 punten  | Noorwegen           |
| 4 punten  | Estland             |
| 3 punten  | België              |
| 2 punten  | Polen               |
| 1 punt    | Cyprus              |